# Embraer

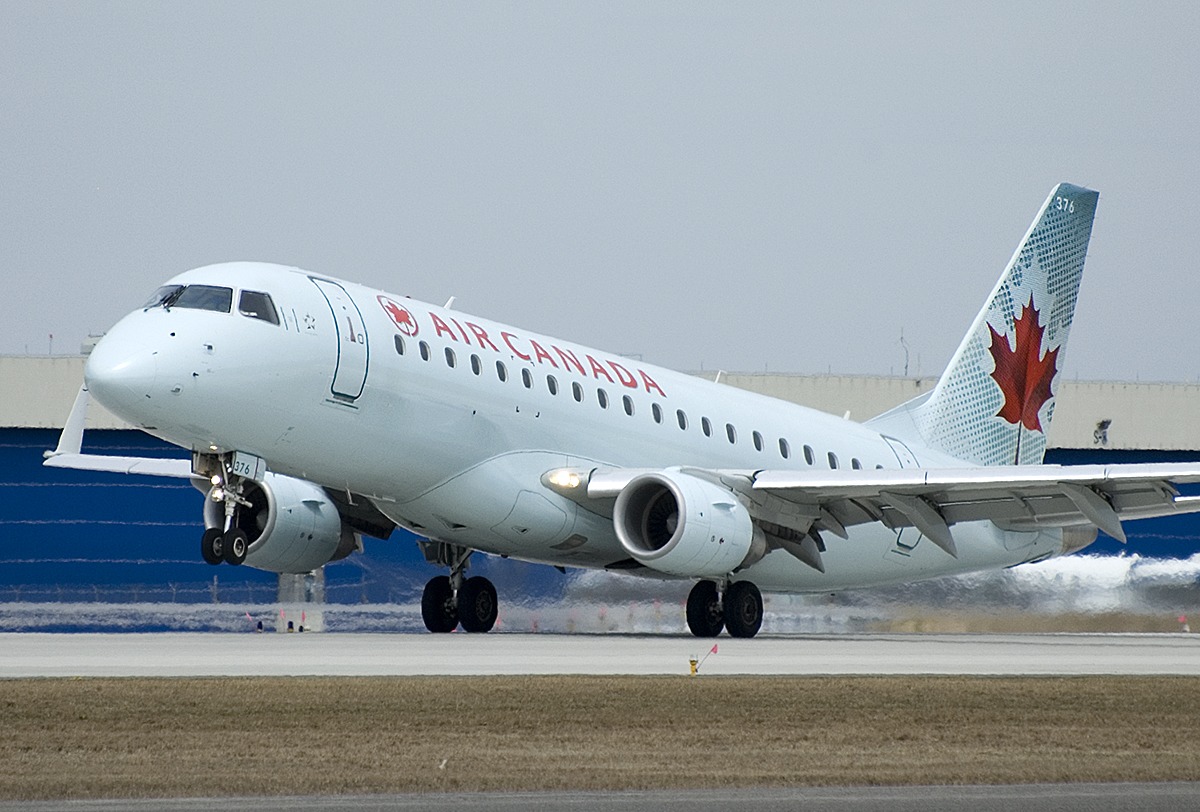
Embraer 195 de Air Canada.

Embraer, l'Empresa Brasileira d'Aeronàutica S.A. és una fàbrica aeronàutica brasilera. La companyia produeix avions comercials, militars i executius. Ha estat el major exportador del país entre 1999 i 2001, ocupant sempre algun dels tres primers llocs en Brasil. Entre les fàbriques aeronàutiques ocupa el tercer lloc, quant al nombre de persones que integren la seva força laboral (per darrere de Boeing i Airbus) i és la tercera en quantitat de lliuraments anuals d'avions (per darrere de Boeing i Airbus).
La companyia té la seu central en São José dos Campos, São Paulo, juntament amb la seva planta principal i el centre de disseny i enginyeria. Embraer compta amb una altra planta en Gavião Peixoto, també en l'estat de São Paulo, on es fabriquen els components més importants i es controlen les proves de vol. Cal destacar que aquesta instal·lació compta amb una pista de 5.000 metres de longitud, la qual cosa la converteix en la tercera pista més llarga del món.
Embraer posseeix delegacions comercials i de manteniment en els Estats Units, així com oficines comercials en França, Singapur i Xina.
Al 30 de setembre de 2005, Embraer tenia una plantilla de 17.046 treballadors (incloent els empleats de la companyia portuguesa OGMA) i una cartera de comandes per 10.400 milions de dòlars estatunidencs.
El 31 de maig de 2005 la companyia va anunciar els seus plans de presentar dos nous models d'avió, els Phenom 100 i 300, al mercat de l'aviació executiva. Aquests nous models busquen complementar l'oferta existent amb el Legacy 600 en els segments d'avions lleugers i molt lleugers. Així mateix, el 2 de maig de 2006 l'empresa va anunciar la propera comercialització d'una versió executiva del seu reactor I-190, anomenada Lineage 1000, els primers lliuraments del qual estaven previstes per intervinguts de 2008.

## Història

### Creació
La creació d'una constructora aeronàutica brasilera va ser estudiada pel govern de Brasil durant els anys 1940 com a part del pla per impulsar el desenvolupament tecnològic del país, que s'assentaria sobre tres entitats: el Comandament General per a la Tecnologia Aerospacial (CTA), l'Institut de Tecnologia Aeronàutica (ITA) i l'Embraer.
El primer pas per al desenvolupament de la indústria aeronàutica brasilera estava en la creació del IPD - Instituto de Pesquisas e Desenvolvimento (Institut d'Investigació i Desenvolupament), actual IAE (Institut Aeronàutic i Espacial) i fundat dins del CTA l'1 de gener de 1954. En els anys següents, el IPD va desenvolupar diversos projectes, tals com l'helicòpter Beija-Flor. Encara que aquests projectes no van tenir repercussió comercial, van ser vitals per a l'avanç del desenvolupament de la indústria aeronàutica brasilera.
El canvi més important va tenir lloc el 29 de març de 1965, quan el IPD va rebre una proposta per dissenyar un avió biplà turbohèlice. El projecte va adquirir una escala major i va acabar convertint-se en el IPD-6504, o EMB-110 Bandeirante, que va volar per primera vegada el 26 d'octubre de 1968. El IPD volia que el 6504 anés produït en sèrie, però la falta d'interès per part de les constructores privades ho va impedir, fent evident la necessitat de fundar una constructora de propietat estatal.
Finalment, el 29 de juliol de 1969, el Ministeri d'Aeronàutica va crear Embraer. En aquell moment la companyia comptava amb uns 500 empleats, incloent als enginyers procedents del CTA i del ITA, i es planejava construir dos Bandeirante al mes. L'enginyer Ozires Silva, membre de l'equip que va crear el Bandeirante, es va convertir en el president de la nova companyia.

### Creixement
Les tres primeres sèries del Bandeirante van ser lliurades al febrer de 1973 a la Força Aèria Brasilera. En el mateix mes, Transbrasil va comprar el primer Bandeirante per a ús comercial, que va volar per primera vegada el 16 d'abril de 1973. Les exportacions van començar el 1975, i el projecte Bandeirante va resultar ser un gran èxit en el mercat internacional de l'aviació, eclipsant a altres avions de prestacions similars. En total es van vendre uns 500 Bandeirante, i van ser exportats cap a 36 països diferents.
El Ministeri d'Aeronàutica de Brasil va fer grans esforços per contribuir al creixement d'Embraer. Dos projectes existents, el planejador Urupema i el fumigador EMB-202 Ipanema, van ser transferits a la nova empresa. Així mateix van acceptar un encàrrec per muntar 122 avions d'entrenament Aermacchi MB-326 (posteriorment anomenats Xavante). L'Ipanema segueix produint-se amb més de 1000 unitats venudes, mentre que el Xavante va ser fabricat durant 11 anys, amb 186 unitats venudes.
A l'agost de 1974, Embraer va establir un consorci amb Piper Aircraft per fabricar alguns tipus d'aeronaus sota llicència, inclosos els models PA-28 Cherokee, PA-34 Seneca i PA-31 Navajo. Aquests avions van rebre respectivament els noms d'EMB-712 Tupi, EMB-810D Sèneca i EMB-820C Navajo. Tots aquests productes, al costat de l'Ipanema, van ser transferits a la subsidiària Indústria Aeronàutica Neiva al març de 1980.
El 22 d'octubre de 1975, realitza el seu vol inaugural el primer avió de cabina pressuritzada de l'empresa, l'EMB-121 Xingu. Aquest avió era més petit que el Bandeirante, de manera que no es va convertir en el seu successor; es van construir unes poques dotzenes de Xingus, dels quals la majoria van ser lliurats a la Força Aèria Francesa en 1981. Per ordre de Ministeri d'Aeronàutica, Embraer va desenvolupar el seu primer avió de combat, el Tucano, que va realitzar el seu vol inaugural el 16 de desembre de 1980. Aquest avió es convertiria en el turbohèlix d'entrenament militar més reeixit mai construït, amb més de 650 unitats venudes a tot el món.
El desenvolupament d'un avió regional capaç de substituir el Bandeirante va començar a finals dels 70. Aquest projecte consistia en un turbohèlix amb capacitat per a 30-40 passatgers, el EMB-120 Brasília, certificat per volar al maig de 1985. A diferència del Bandeirante, el Brasília va començar com a producte per a l'exportació, entrant en servei amb l'aerolínia nord-americana Atlantic Southeast Airlines (ASA). Això va ser resultat de la confiança que Embraer es va guanyar en el mercat internacional de l'aviació amb el Bandeirante. Oficialment la producció del Brasília va finalitzar en 2002 amb 350 unitats venudes; però, l'avió se segueix fabricant sota demanda.
El juliol del 1981, Embraer es va unir a el Programa Internacional AMX, l'objectiu era la construcció d'un avió subsònic de combat. Juntament amb Aeritalia (actualment dividida en Alenia Aeronautica i Aermacchi), Embraer va treballar en el desenvolupament del caça AMX, que serviria per reemplaçar les velles flotes militars d'Itàlia i Brasil. El primer AMX brasiler va realitzar el seu vol inaugural el 16 d'octubre de 1985. Aquest projecte li va permetre a Embraer accedir a noves tecnologies que serien crucials en els projectes següents.
Al 1987, Embraer va decidir adquirir una empresa que feia diversos components per als avions que comercialitzava, Aerotec. A més aquesta empresa creada el 1962 comercialitzava un avió d'entrenament, el Aerotec Uirapuru.

### Dècada dels 90
El següent projecte comercial consistia en un avió turbohèlix amb capacitat per a 19 passatgers desenvolupat en associació amb FMA (actual Fàbrica Argentina d'Avions - Fadea), el CBA 123 Vector, que va volar per primera vegada el 30 de juliol de 1990. Encara que va incloure algunes de les tecnologies més avançades de moment, el Vector no va ser acceptat pel mercat a causa del seu alt preu, i el projecte va ser cancel·lat sense que es realitzés ni una sola venda.
A la fi dels 80, les inversions governamentals en la indústria aeroespacial es van reduir, a causa de l'aprovació de la Constitució de 1988 que anul·lava qualsevol tipus d'ajuda oficial a la indústria i a la creixent falta d'interès en l'àrea de defensa després de la fi de la Guerra Freda. A més, el govern de brasil va iniciar un procés per a privatitzar l'empresa. Aquests fets units al fracàs de el projecte Vector i a la crisi en l'aviació provocada per l'escalada del preu del petroli el 1990 va fer caure a Embraer en una profunda crisi financera. Es van realitzar importants retallades de despeses fins a 1994, i dels 12 600 empleats que hi havia el 1990, només en van romandre 3 200. Malgrat tots aquests successos, els enginyers d'Embraer es van centrar en un nou projecte, un avió regional de motors turbofan per 45 passatgers, el ERJ 145.

### Recuperació i actualitat
El 7 de desembre de 1994 Embraer va ser privatitzada, i Maurício Botelho, antic director general de Bozano Group, va ser nomenat president. Les habilitats de Botelho com a home de negocis van contribuir positivament a la recuperació de la companyia. Els consorcis amb altres companyies van assegurar inversions suficients per al desenvolupament de l'avió ERJ 145. Les excepcionals vendes de el nou avió regional va permetre a Embraer recuperar-se i tornar a la seva posició com una de les majors constructores aeronàutiques del món. Més de 900 ERJ 145 i els seus derivats comercials, executius i militars van ser lliurats fins a principis de 2006.
El següent model a ser desenvolupat va ser un modern avió militar d'entrenament i atac lleuger, el Embraer 314 Super Tucano o ALX, que va volar per primera vegada el 2 de juny de 1999. Aquest avió va ser originalment venut a les Forces Aèries Brasilera i Colombiana, i principalment s'utilitza en la regió amazònica.
El juliol del 1999 Embraer va anunciar el desenvolupament d'una nova família d'avions: els Embraer E-Jets, que comprendrien els Embraer 170, 175, 190 i 195. Amb aquesta decisió, Embraer va avançar cap al mercat dels aparells d'entre 70 i 110 places. El vol inaugural del primer model, l'Embraer 170, va tenir lloc el 19 de febrer del 2002.
Embraer també busca augmentar la seva presència al mercat dels avions de negocis amb diferents models de diverses mides: el Lineage 1000, el Legacy 600, el Phenom 100 i el Phenom 300. En la branca de defensa, Embraer desenvolupa sistemes per a missions terrestres i aèries, tenint per clients principals a les Forces Armades del Brasil, Mèxic, Colòmbia, Grècia i l'Índia.

#### Fusió amb Boeing
El 5 de juliol de 2018, es va anunciar una empresa conjunta amb Boeing que permetria a Boeing posseir el 80% de la divisió d'aviació comercial d'Embraer. Això es va veure com una reacció a l'adquisició per part d'Airbus d'una majoria a la competidora Bombardier CSeries el 16 d'octubre de 2017. Segons el pla del 2018, Embraer mantindria el seu avió executiu i el de defensa. L'operació tindria un cost de 3.900 milions d'euros
El 23 de maig de 2019, Boeing va anunciar que la divisió resultant es coneixeria com a Boeing Brasil - Commercial, deixant de banda el nom d'Embraer, però encara no havia decidit si l'avió passaria a denominar-se models Boeing. El 18 de novembre de 2019, Boeing (49%) i Embraer (51%) van anunciar una empresa conjunta per promoure i desenvolupar nous mercats per a l’avió de transport tàctic C-390 Millennium, anomenat Boeing Embraer - Defense, que funcionaria després de les aprovacions reglamentàries i condicions de tancament.
A l’abril de 2020, Boeing va cancel·lar l’adquisició de les operacions comercials d’Embraer després de ser fortament afectada financerament per la crisi aèria iniciada per la pandèmia COVID-19 i pel desastre del 737 Max.
Al novembre de 2020, Embraer va anunciar que la seva pèrdua durant el tercer trimestre de l'any era de 121 milions de dòlars a causa de la pandèmia COVID-19 i les restriccions de viatge.

## Instal·lacions
| Planta de producció                                                                                                | Localització                                  |
| --- | --------------------------------------------- |
| Embraer São José dos Campos                                                                                        | São José dos Campos, Brasil                   |
| Embraer Eugênio de Melo                                                                                            | São José dos Campos, Brasil                   |
| Embraer Gavião Peixoto                                                                                             | Gavião Peixoto, Brasil                        |
| Oficines d'assistència                                                                                             | Localització                                  |
| Embraer Nord-amèrica                                                                                               | Fort Lauderdale, EE. UU. - Nashville, EE. UU. |
| Embraer Europa | Villepinte, França                            |
| Embraer Xina | Pequín, Xina                                  |
| Embraer Singapur                                                                                                   | Singapur                                      |
| Ogma Portugal | Portugal                                      |
| Subsidiàries | Localització                                  |
| Indústria Aeronàutica Neiva: -Fabricació de components                                                             | Botucatu, Brasil                              |
| EAMS - Embraer Maintenance Services Inc.: -Manteniment d'avions                                                    | Nashville, EE. UU.                            |
| Aliances | Localització                                  |
| ELEB - Embraer Liebherr Equipamientos do Brasil: -Fabricant de trens d'aterratge i sistemes hidràulics             | São José dos Campos, Brasil                   |
| Harbin Embraer: -Fabricant d'avions per a la Xina                                                                  | Harbin, Xina                                  |
| OGMA - Industria Aeronàutica de Portugal: -Manteniment, reparació i fabricació de components -Manteniment d'avions | Alverca do Ribatejo, Portugal                 |
| Fadea - Fàbrica Argentina d'avions: -Fabricació de components -Manteniment d'avions                                | Córdoba, Argentina                            |

## Avions

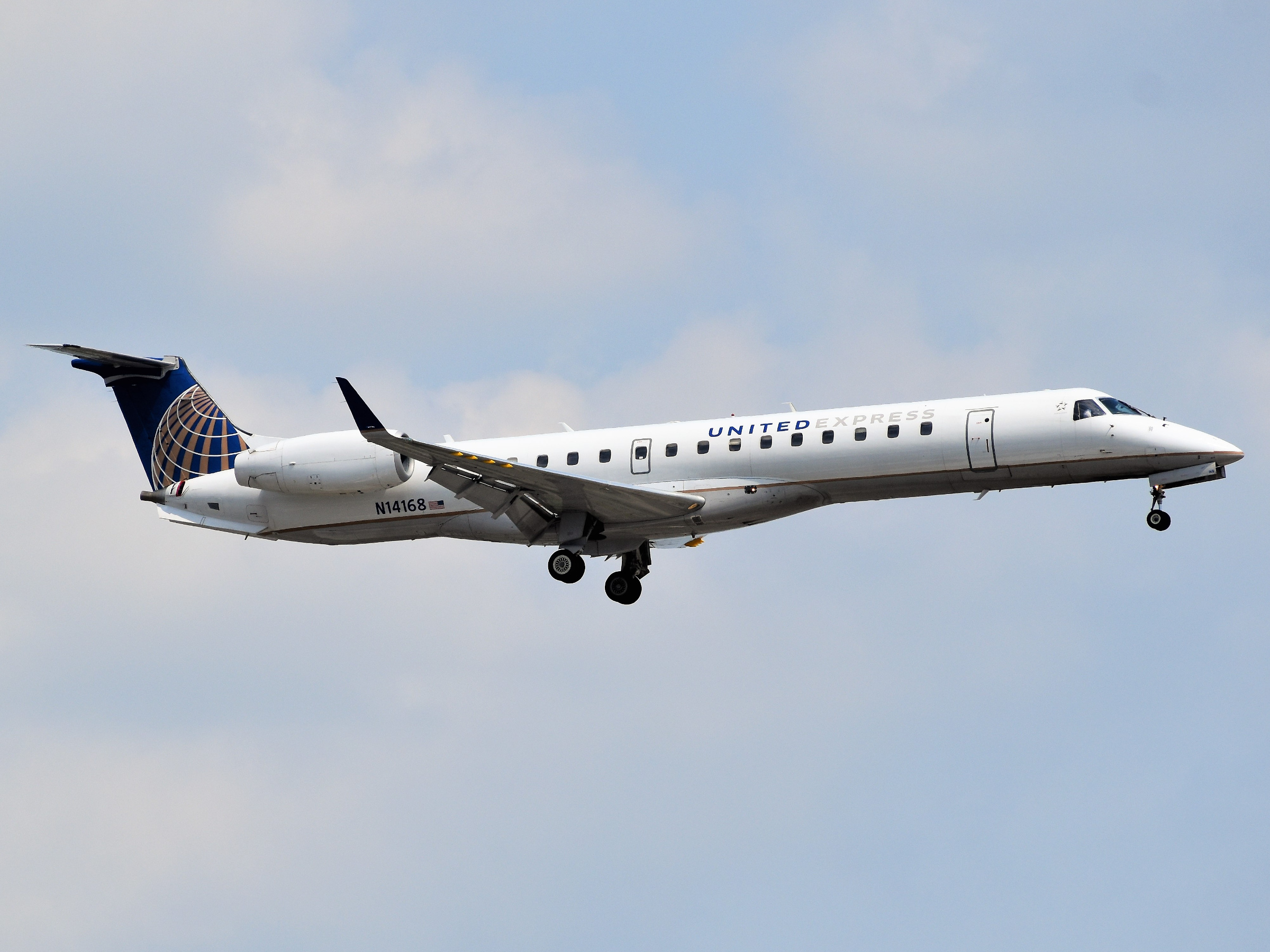
Embraer ERJ-145

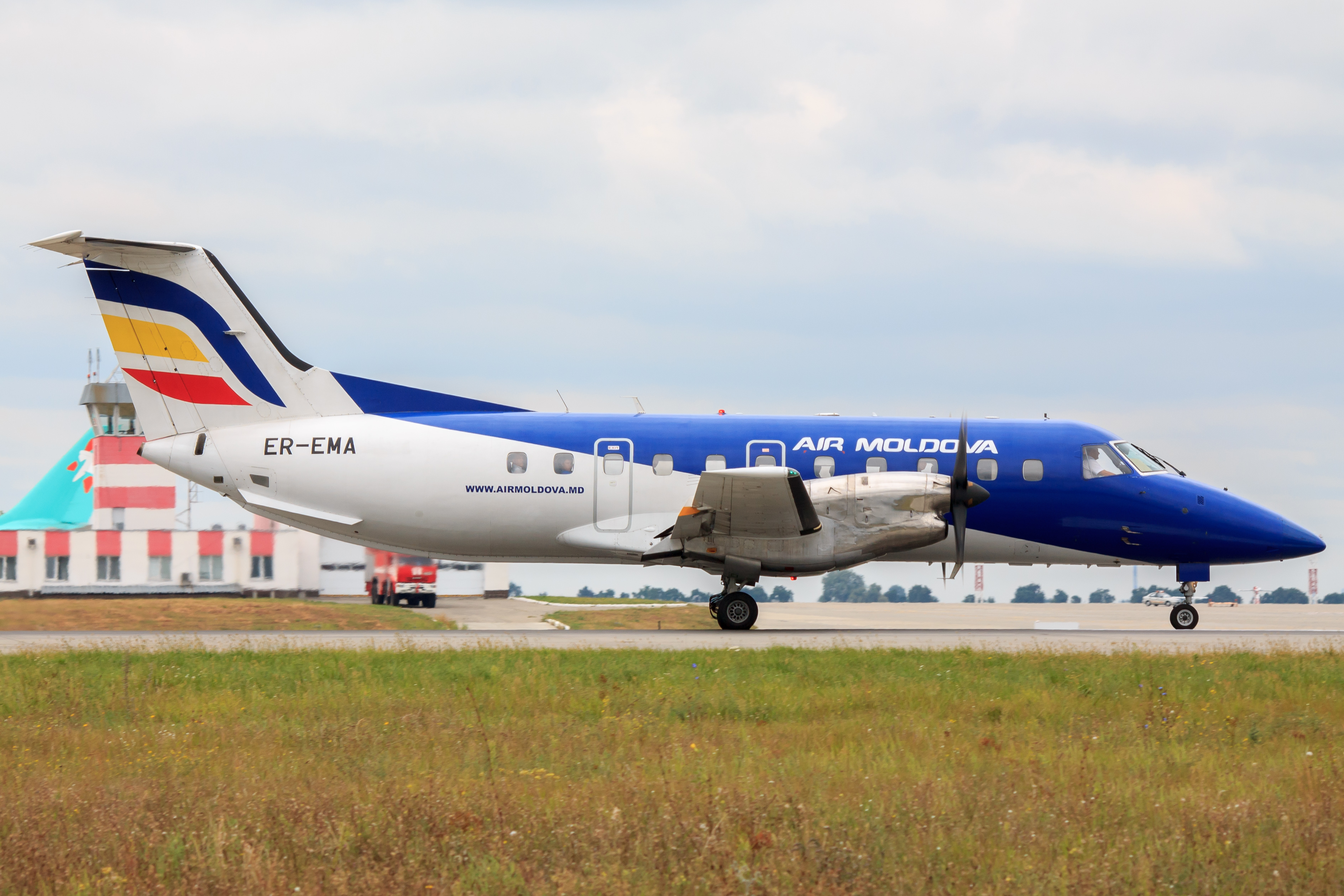
Embraer EMB 120 Brasilia

### Comercials[5]
- Embraer EMB 110 Bandeirante
- Embraer EMB 120 Brasilia
- Embraer EMB 121 Xingú
- Embraer/FMA CBA 123 Vector
- Família ERJ 145, que comprèn:
  - Embraer ERJ 135 (37 passatgers)
  - Embraer ERJ 140 (44 passatgers)
  - Embraer ERJ 145 (50 passatgers)
- Família Embraer E-Jet, que comprèn:
  - Embraer 170 (66–78 passatgers)
  - Embraer 175 (76–88 passatgers)
    - Embraer E175-E2 (80–90 passatgers)

  - Embraer 190 (96–114 passatgers)
    - Embraer E190-E2 (97–114 passatgers)

  - Embraer 195 (100–124 passatgers)
    - Embraer E195-E2 (120–146 passatgers)

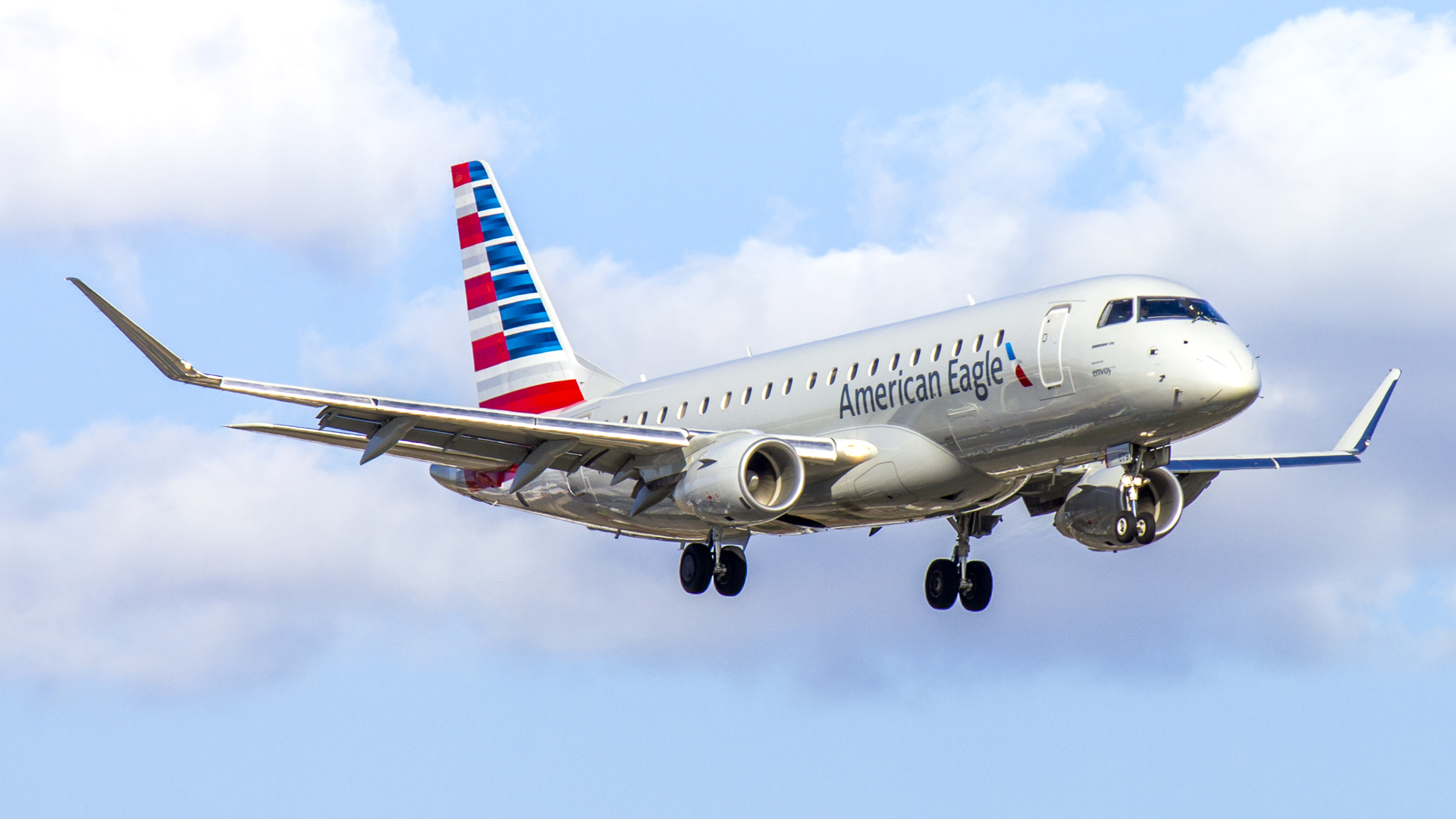
Embraer 175

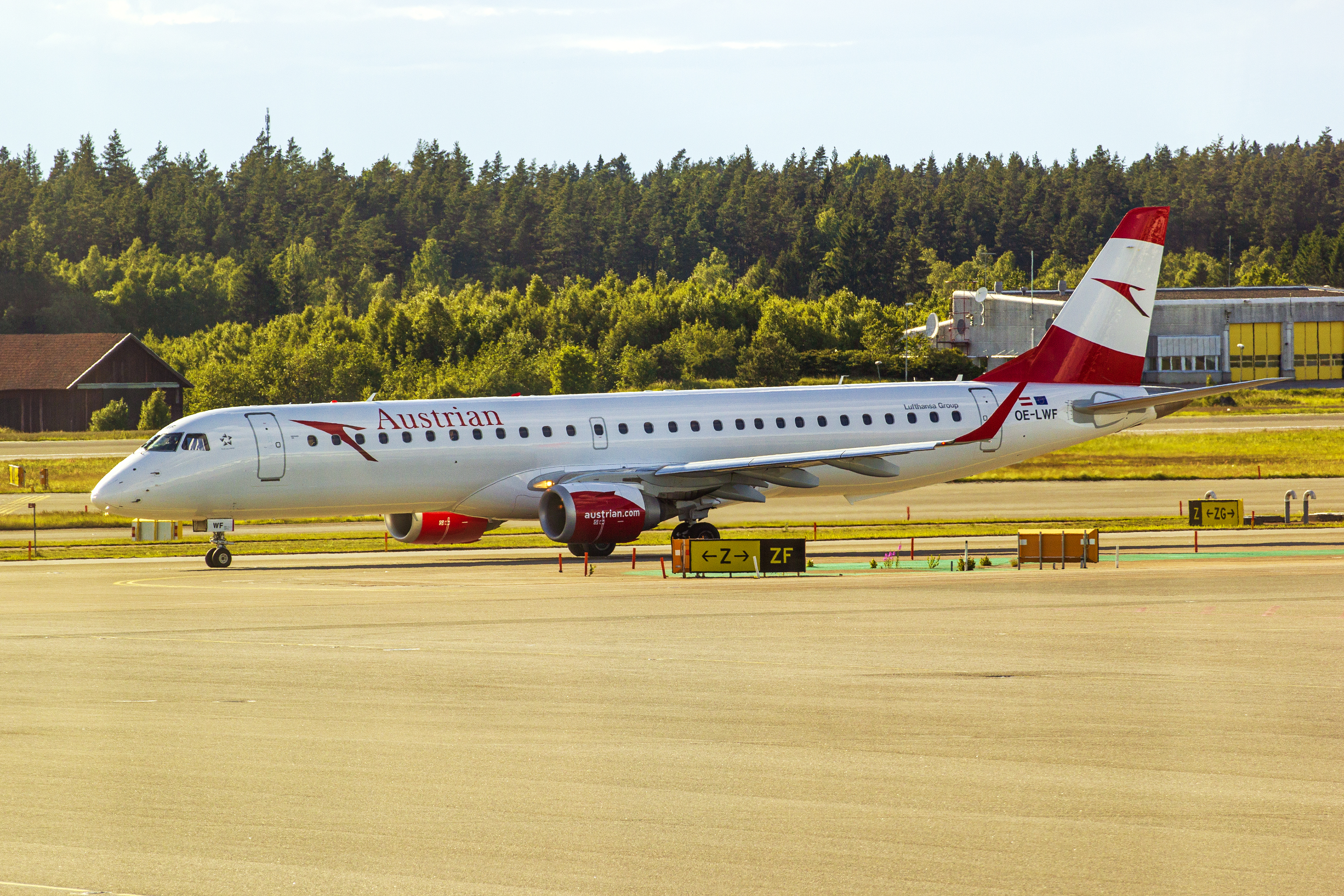
Embraer 195

### Militars[6]
- Embraer EMB 312 Tucano
- AMX International AMX
- Saab 39 Gripen
- Embraer EMB 314 Super Tucano
- Embraer KC-390
- Variants militars de la família Embraer ERJ 145, que comprèn:
  - Embraer 145 AEW&C (E-99): Versió d'alerta aérea primària
  - Embraer 145 MULTI INTEL (R-99): Versió de detecció remota
  - Embraer 145 MP (P-99): Versió de vigilància marítima

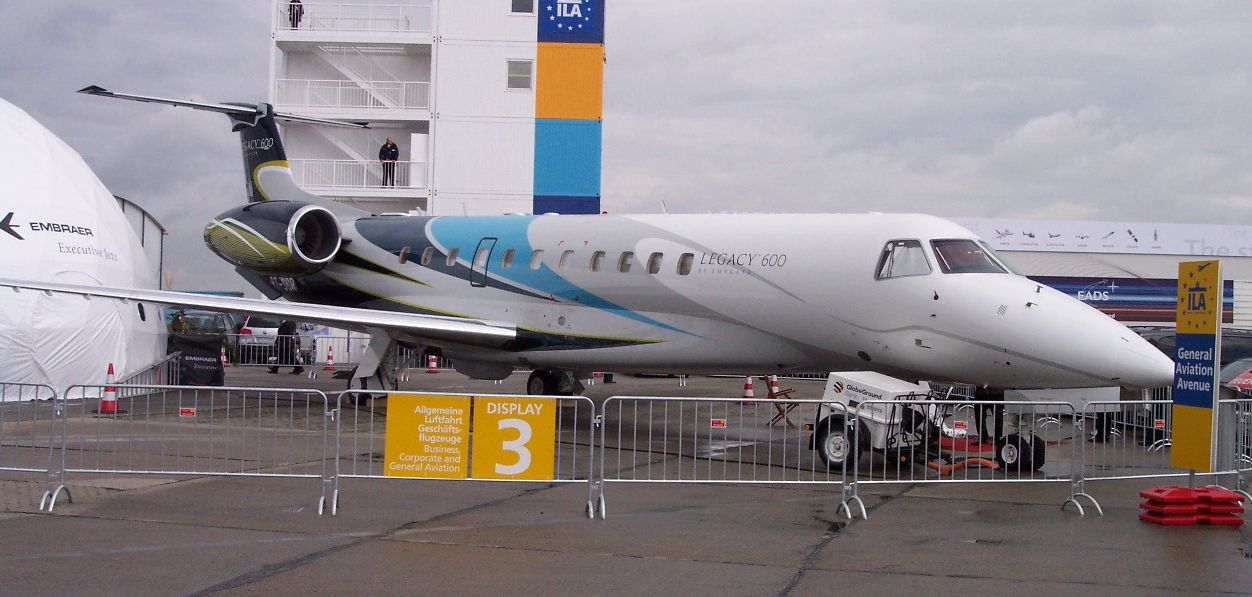
Embraer Legacy 600

### Avions de negocis[7]
- Embraer Lineage 1000
- Embraer Legacy 600
- Embraer Phenom 100
- Embraer Phenom 300
- Praetor - 500
- Praetor - 600

## Lliuraments d’avions comercials
| Any         | 1996 | 1997 | 1998 | 1999 | 2000 | 2001 | 2002 | 2003 | 2004 | 2005 |
| ----------- | ---- | ---- | ---- | ---- | ---- | ---- | ---- | ---- | ---- | ---- |
| Lliuraments | 4    | 32   | 60   | 96   | 160  | 161  | 131  | 101  | 148  | 141  |
| Any         | 2006 | 2007 | 2008 | 2009 | 2010 | 2011 | 2012 | 2013 | 2014 | 2015 |
| Lliuraments | 130  | 169  | 204  | 244  | 246  | 204  | 205  | 209  | 208  | 221  |
| Any         | 2016 | 2017 | 2018 | 2019 | 2020 | 2021 | 2022 | 2023 | 2024 | 2025 |
| Lliuraments | 225  | 210  | 181  | 198  | 130  | 141  | -    | -    | -    | -    |

## Accidents importants
- Vol 3272 de Comair: aquest avió havia de fer un vol nacional entre Cincinnati i Detroit. A l'avió hi anaven 26 passatgers i 3 tripulants. Era un 9 de gener de 1997 i feia un dia fred. L'avió va enlairar-se amb normalitat i poc abans d'arribar a Detroit, a 18 milles de distància, el gel acumulat durant el vol va ocasionar la pèrdua total de control de l'avió provocant la caiguda en picat i l'impacte a gran velocitat a un prat del municipi de Raisinville. No va sobreviure ningú[8]
  - Causa: Congelació atmosfèrica que implica la pèrdua de control de l'aeronau
- Vol 1907 de Gol Transportes Aéreos: aquest accident va ocórrer el 29 de setembre de 2006 a les 16:48 i es van veure implicats dos avions, un Boeing 737-800 de Gol Transportes Aéreos i un Embraer Legacy 600. A l'avió Boeing hi havien 154 passatgers més 6 tripulants mentre que l'Embraer Legacy 600 tenia 5 passatgers i 2 tripulants. Els dos avions van colisionar durant el vol a Mato Grosso, Brasil, i va impactar el winglet esquerre de l'Embraer amb l'ala esquerra del Boeing. L'Embraer va poder aterrar d'emergència però l'avió Boeing va caure en picat desintegrant-se i impactant a gran velocitat a un lloc remot de l'Amazones. No va quedar cap supervivent. Aquest accident és considerat el pitjor de Brasil[9]
  - Causa: Col·lisió a l'aire provocada per un error del controlador aeri i dels pilots de l'Embraer
- Vol 2431 d'Aeroméxico: aquest accident va ocórrer el 31 de juliol de 2018 a l'aeroport internacional de Durango. L'accident es va produir quan un Embraer ERJ-190AR d'Aeroméxico va intentar enlairar-se durant un dia de tempesta. Els pilots van decidir cancel·lar l'enlairament massa tard i van sobrepassar els límits de la pista. L'avió es va aturar a 460 metres del límit de la pista i l'avió es va incendiar. Afortunadament cap dels 99 passatgers i 4 tripulants va morir[10]
  - Causa: Pèrdua de control durant l'enlairament a causa del vent a baixa altura i error del pilot